# 东姑依斯迈
东姑依斯迈殿下（1984年6月30日—），马来西亚柔佛州摄政王兼王储，现任最高元首苏丹依布拉欣·依斯迈和最高元首后拉惹查丽苏菲亚的长子。他以喜爱和拥有众多豪车而闻名。

## 生平
东姑依斯迈于1984年6月30日出生，是苏丹依布拉欣·依斯迈的长子。他就读于新山斯里乌达玛学校和圣若瑟小学，接着前往新加坡澳大利亚国际学校完成初中学业，并在2002年毕业于澳大利亚珀斯的黑尔学校。
2010年1月28日，前任苏丹马末·依斯干达驾崩后，东姑依斯迈被委任为第一顺位继承人，即柔佛王储。
2014年，东姑依斯迈迎娶卡利达·布斯达玛姆王妃（Che Puan Khaleeda Bustamam），育有二子二女。
2018年4月11日，东姑依斯迈到访地不佬的AEON超市，并宣布掏出100万令吉替在场群众买单。他拿着“大声公”宣布，每人可购买最多3000令吉的物品，先购先得，这项宣布顿时引起民众抢购物品。隔日，地不佬AEON超市宣布暂时休业，直至另行通知，网上也流传照片，显示AEON超市在消费者疯狂抢购后所遗留的一片狼藉。
2021年8月31日，东姑依斯迈在Instagram限时动态与网民进行问答互动，面对网民询问麻坡国会议员赛沙迪要怎么做才能获得他的关注，东姑依斯迈直言：“不用降落伞从双峰塔跳下来。”当另一名网民提问为何“南方之虎”柔佛达鲁塔克欣（JDT）专页没有上载有关马来西亚国庆日贴文在Instagram限时动态时，东姑依斯迈指柔佛尊重国庆日但没有庆祝，因为在历史中柔佛不曾被殖民统治。
2022年1月1日凌晨，东姑依斯迈在社交媒体上载他出动价值逾320万令吉的奔驰巴博斯G700 6 X 6型越野车前往昔加末水灾灾区进行救援的照片。
2024年1月28日，因柔佛苏丹苏丹依布拉欣·依斯迈即将出任马来西亚最高元首，东姑依斯迈受委为柔佛摄政王。

## 争议

### 暴力袭击他人指控
2009年9月17日，森美兰州王子东姑纳兹姆丁在吉隆坡召开记者会，声称他与友人于2008年10月24日被东姑依斯迈殴打，甚至持枪柄击伤脸部，连鼻梁骨也碎裂。他说，他与女朋友（现为王妃）及友人到一家俱乐部，但后来可能因为误会而衍生出冲突事件。东姑纳兹姆丁表示，其友人突然被一支瓶子击中，并相信瓶子是来自东姑依斯迈与随从。后来，他们接获一通电话，电话中自称是王储的代表，要约他们到一家位于首都市中心的五星级酒店，以亲自道歉。他过后在友人陪同下，应邀到该家酒店，不料一抵酒店大厅，即被东姑依斯迈的随从以枪抵住，威吓他们进入酒店的电梯。东姑纳兹姆丁指出，东姑依斯迈就在电梯内，以枪柄连续击打他的脸部，导致他的鼻梁骨碎裂，甚至后来在失去知觉后被监禁，直至母亲东姑娜塔尔、叔叔东姑纳查鲁丁带领4名警员赶抵，与东姑依斯迈等人交涉后，才得以脱难。
东姑纳兹姆丁过后被送往吉隆坡中央医院验伤，接着再到金马区警局报案，惟警方迟迟没采取任何行动。另一方面，总检察长阿都干尼·巴代在东姑纳兹姆丁抛出指控的同日指出，针对两名皇室成员的暴力冲突，警方已经向41名证人录取了口供。

### 豪车争议
东姑依斯迈以有许多豪车闻名，包括在2022年曾和全球限量的马赛地最新旗舰超跑合照。在柔佛州，只要有“TMJ”的车牌，就是东姑依斯迈的车，这是当地政府特地为他制定的车牌。前首相马哈迪·莫哈末的助理亚当对此批评东姑依斯迈自称关心人民，但实则却驾驶名贵跑车。

### 批评多源流教育制度不利团结
2016年9月4日，“柔佛南方之虎”面子书专页发布东姑依斯迈的视频。视频显示，东姑依斯迈批评“一个马来西亚”口号，乃至多源流教育制度，未能真正地促进国民团结。东姑依斯迈也说，在柔佛，未来不会再有多源流学校，反之只有一种柔佛民族学校。不过，为了宗教目的，柔佛境内的宗教学校仍将维持。
民主行动党全国副主席郭素沁于隔日针对东姑依斯迈的言论发文告指多源流教育体制不会分裂国民，反之，执政党巫统与国阵才会阻碍国民团结，并称教育部长马哈基尔卡立此前已公开承认“多源流学校非导致国人不够团结的因素”，因此希望东姑依斯迈三思。马华公会联邦直辖区教育咨询委员会主任王鸿财也反驳了东姑依斯迈的说法，并指多源流学校是马来西亚宪法下赋予的教育模式，也是所有人民必须给予承认及尊重的事实。
9月9日，教育部副部长张盛闻在受询时指出，教育部欢迎各造提出建议，不过马来西亚多源流的教育政策不会改变。

### 挺执政党国阵贴文掀议
2018年4月7日晚，东姑依斯迈通过JDT球会面子书专页发文告，不点名挞伐反对党希望联盟总裁马哈迪·莫哈末为 “阴险”不可信的人，同时反对联邦政权更迭。他强调，尽管联邦政权有问题，但求变的方式不是改朝换代，反之是内部改变，而他跟柔州苏丹能够发挥重要的角色。不过，网民反应相当激烈，几乎一面倒不赞同东姑依斯迈。柔佛民主行动党主席刘镇东点出，若柔佛国阵把王室当作守城最后一道防线，则这个招数已经失效。
在招致批评声浪后，东姑依斯迈翌日发文否认选边站，斥责批评者“外州人多管闲事”。柔佛警方之后证实在接获投报下，已开档调查涉嫌恶言批评东姑依斯迈的网民。

### 换首相论
2019年4月24日，网路流传一段视频显示，东姑依斯迈在乘车离开柔佛拉庆（Larkin）的哈山尤努斯体育馆时，路旁的球迷高呼要求撤换柔佛达鲁达敬足球俱乐部（JDT）教练杰明莫拉。东姑依斯迈所乘坐的轿车稍走不远，突然停了下来，随后他开窗伸出头回应，“换掉莫拉，不如换掉首相（马哈迪·莫哈末）。”
此视频在网络流传后引起了土著团结党最高理事莫哈末拉菲克的反弹，他于4月27日发文告表示，东姑依斯迈应该尊重人民所选举出来的政府。
4月28日，身在中华人民共和国北京的首相马哈迪受媒体询问时回呛，根据历史，王储才是可以撤换的，反之，首相只能由人民来撤换。他说：“如果我们记得，从前，有一个（柔州）王储遭到撤换。此事已久远，当时王储的位子给了这个人的弟弟。所以柔王储是可以撤换的。”“至于首相，只有人民才可以撤换他。”
同日，森美兰州土著团结党主席莱士雅丁发推文提醒东姑依斯迈，若要插手政治，就应该直接参政。莱士雅丁说：“柔王储多谈政治。请停止暗示要撤换首相。那是普通公民的权利。”“如果要谈论政治，请注册一个政党。”青年及体育部长赛沙迪也加入炮打东姑依斯迈的行列，质问对方何以在“盗贼统治”时代，没有高喊换首相：“我给柔王储的提问，为何过去当全世界都把马来西亚视为盗贼统治国家时，柔王储没有要求‘撤换纳吉’，但如今却要求‘换掉’获得人民委托的首相？”
4月29日，人民公正党主席安华·依布拉欣公开力挺马哈迪，直指东姑依斯迈的行径已是王室干政。

### 违反标准作业程序（SOP）
2021年5月10日，柔佛南方之虎在面子书和推特贴出一些活动照片，其中东姑依斯迈和柔州足球俱乐部参加一项送别队长兼中场哈里斯哈仑（Hariss Harun）的晚宴。许多网民在社交媒体批评该送别宴会，指控东姑依斯迈和足球队员抵触禁止社交活动的防疫规定，而且在宴会上也没有保持身体距离。